# Ярым-Тепе
Ярым-Тепе (Yarim Tepe) — место археологических раскопок древнего земледельческого поселения на севере Ирака, которое восходит к примерно 6000 году до нашей эры.
Ярым-Тепе расположен в долине Синджар примерно в 7 км к юго-западу от города Талль-Афар. Это место состоит из нескольких холмов, отражающих развитие культуры Хассуна, а затем халафской и убейдской культур.
Поселение исследовалось в период с 1969 по 1976 год, а затем советской археологической экспедицией под руководством Рауфа Мунчаева и Николая Мерперта.

## Раскопки Ярым-Тепе

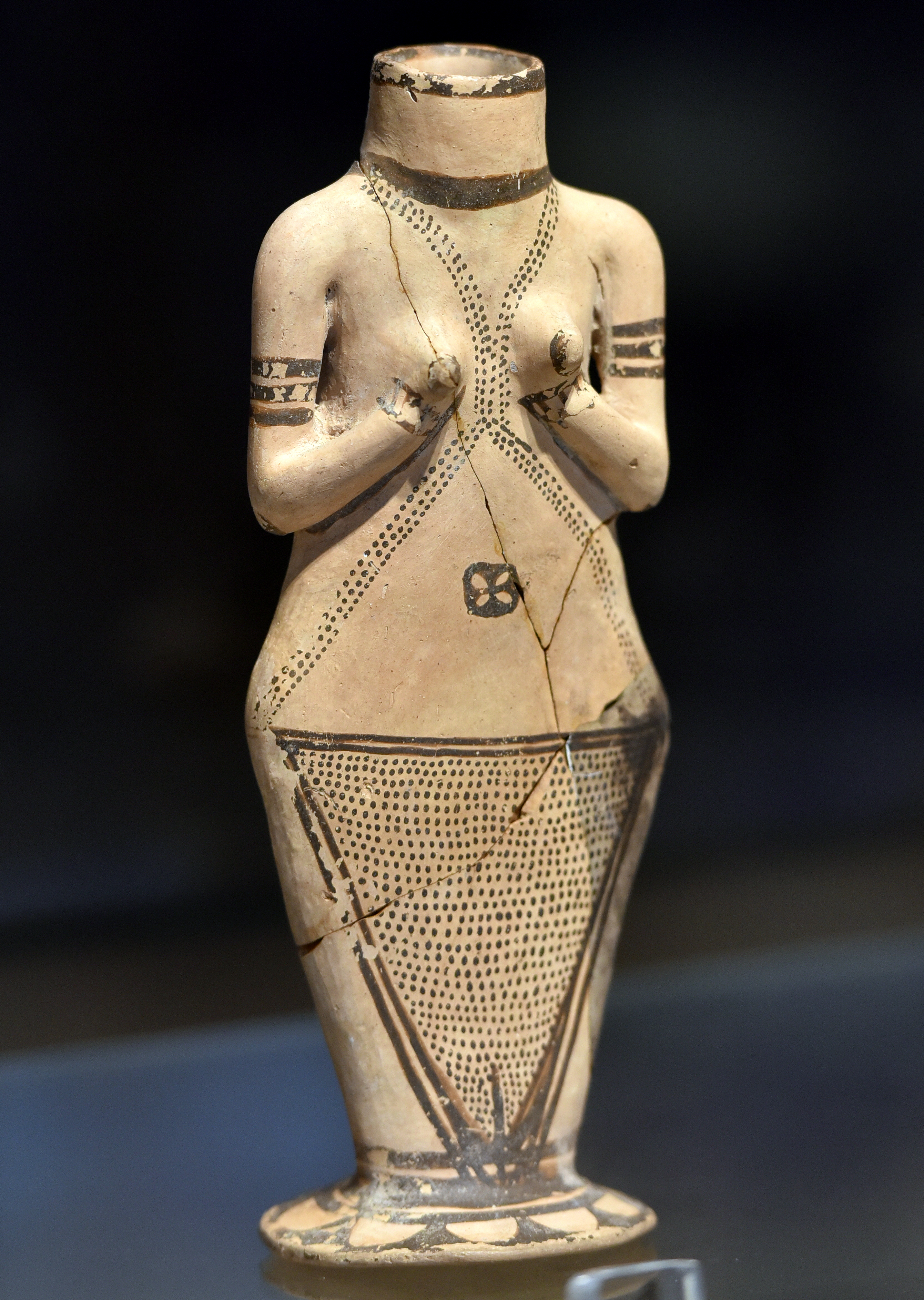
Статуэтка обнаженной женщины из Ярым-Тепе, Ирак. Убейдский период, 5000-4000 гг. до н. э. Музей Ирака

### Ярым-Тепе I
Холм, известный как Ярым-Тепе I, принадлежит хассунской культуре. Высокое центральное ядро овальной формы имеет длину 80 метров и ширину 30 метров. Некоторые найденные здесь предметы напоминают объекты Туренг-Тепе в Иране.
Здесь найдено 13 строительных слоев, отражающих основные этапы развития этой культуры. Культурный уровень составляет 6,5 м в глубину. Для приготовления пищи использовались более 1500 прямоугольных печей и керамических духовок. Здесь была найдена самая ранняя известная печь, датируемая примерно 6000 г. до н. э.
В селе были дворы и улочки с прямоугольными домами из сырцового кирпича. Были и общественные зернохранилища. Обнаружены захоронения детей в сосудах, а также различная каменная утварь, например камнедробилки, ножовки. Среди находок также керамические вазы, женские глиняные фигурки и другие предметы. Были также найдены металлические предметы, такие как свинцовый браслет, медные бусы, а также медная руда, которая представляет собой одну из старейших металлургических предприятий Месопотамии.
Также были найдены бычьи кости.

### Ярым-Тепе II
Ярым-Тепе II — поселение халафской культуры, относящееся к пятому тысячелетию до нашей эры. Он расположен в 250 м к западу от Ярым-Тепе I и частично размыт близлежащим ручьем Джубара Диариаси.
Культурный уровень имеет глубину 7 м и состоит из десяти структурных горизонтов. Были найдены кости как домашних, так и диких животных, в том числе кости овец, быков, коз и свиней. Среди других керамических изделий найдены фигурные керамические сосуды в виде слонов и женщин. На некоторых керамических контейнерах изображены рыбы, птицы, газели и другие животные.
Были также обнаружены некоторые подвесные печати, в том числе очень старая медная печать.
Погребальные обычаи включали кремации и захоронения черепов.

### Ярым-Тепе III
Ярым-Тепе III находится в непосредственной близости от Ярым-Тепе II. Высота холма 10 м. Керамика типична для Северного Убейда и Халафа. Раскопан в 1978-79 гг. .
По крайней мере, три уровня зданий Убейд находятся здесь поверх нескольких уровней Халафа. Самые верхние уровни культурных отложений Халаф аналогичны уровням Арпахия от TT-6 до TT-8 и Тепе-Гавра уровням XVIII—XX. Также были найдены три каменные подвески-печати.

## Металлургия
Металл уже был довольно распространен в Ярым-Тепе; на нижних уровнях поселения был найден 21 образец обработанной меди или медной руды.
Также задокументировано самое раннее использование свинца.
«Самые ранние свинцовые (Pb) находки на древнем Ближнем Востоке — это браслет 6-го тысячелетия до нашей эры из Ярим-Тепе на севере Ирака и немного более поздний свинцовый кусок конической формы халафского периода из Арпахия, недалеко от Мосула. Поскольку самородный свинец встречается крайне редко, такие артефакты повышают вероятность того, что плавка свинца могла начаться ещё до плавки меди. .»

## Кул-Тепе (Ирак)
Кул-Тепе (Ирак) — это связанное с ним место, расположенное примерно в 6 км к западу от Ярым-тепе. Здесь раскопаны два кургана (Культепе I и Культепе II). Самый нижний уровень Культепе I содержит материалы типа Сотто (из близлежащего Телль Сотто), а над ним — архаичные материалы Хассуны.
На нижнем уровне также находятся три высококачественных мраморных сосуда с параллелями в Телль эс-Савван и Умм Дабагия.